# Уаттара, Джибриль
Шеик Джибриль Уаттара (фр. Cheick Djibril Ouattara; род. 19 сентября 1999, Бобо-Диуласо) — буркинийский футболист, нападающий клуба АПР. Бывший игрок сборной Буркина-Фасо.

## Биография
Джибриль родился 19 сентября 1999 года в городе Бобо-Диуласо, Буркина-Фасо.

## Карьера
Начал профессиональную карьеру в 2017 году. Первым профессиональным клубом стал «АСФ Бобо-Диуласо» из его родного города. В 2018 году перешёл в Марокканский клуб «Ренессанс Беркан» за который провел 85 матчей и забил 12 голов. В сезоне 2021/22 был в аренде в марокканском клубе «Олимпик». В 2024 года перешёл в алжирский клуб «Кабилия». В начале 2025 года присоединился к руандийскому клубу «АПР». За 6 проведённых матчей забил 8 голов.

## Карьера в сборной
24 января 2018 года дебютировал за национальную сборную Буркина-Фасо в возрасте 18 лет 4 месяцев и 5 дней против сборной Сенегала.